# Arthur Thost

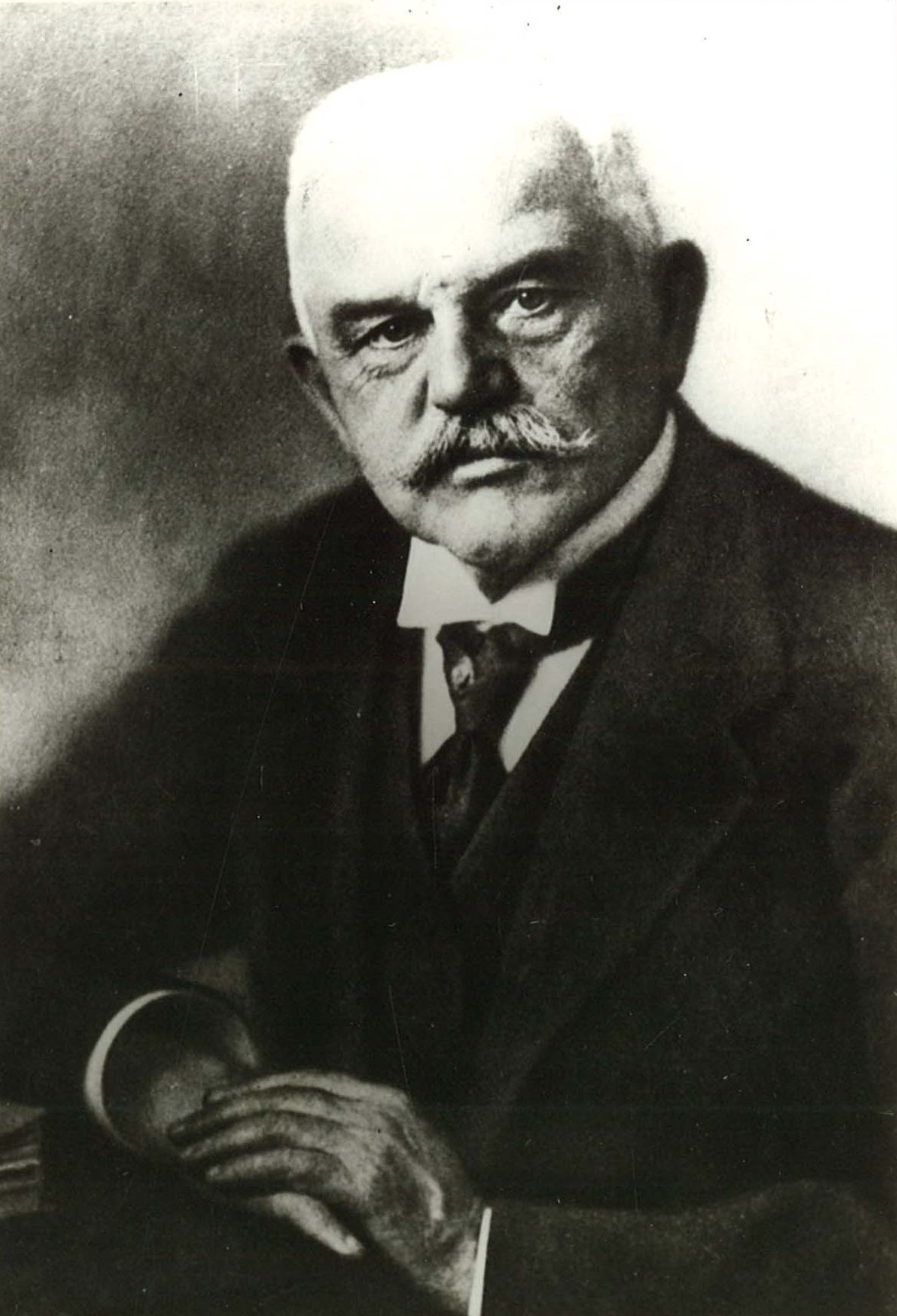
Arthur Thost

Hermann Arthur Thost (* 9. Juni 1854 in Zwickau; † 22. Dezember 1937 in Hamburg) war ein deutscher Arzt für Hals-Nasen-Ohren-Heilkunde. Er war der erste Direktor der HNO-Klinik im späteren Universitätskrankenhaus Hamburg-Eppendorf.

## Leben

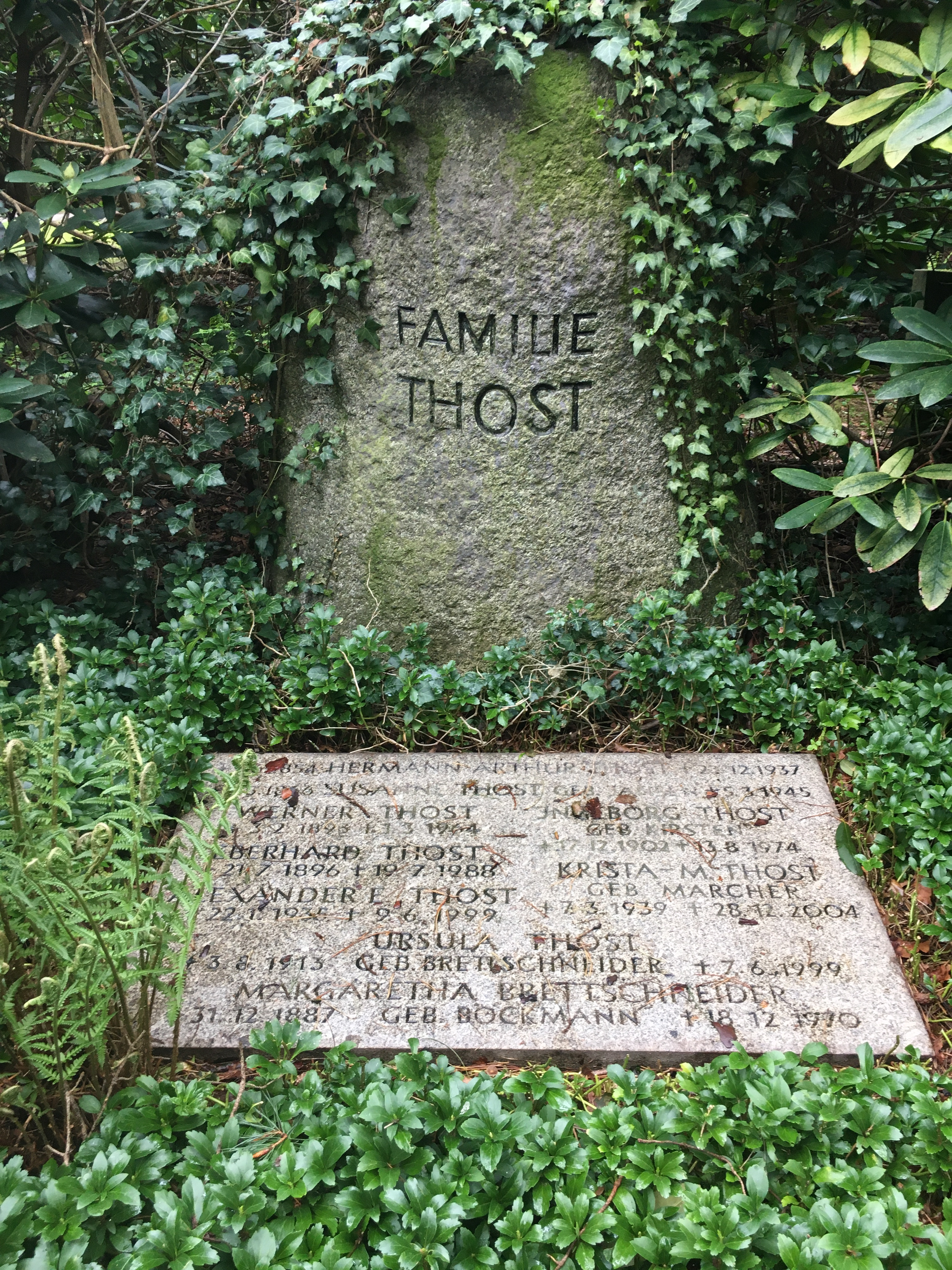
Familiengrabstätte auf dem Friedhof Ohlsdorf

Thost studierte Medizin an der Universität Leipzig, der Julius-Maximilians-Universität Würzburg und der Ruprecht-Karls-Universität Heidelberg. 1879 wurde er in Heidelberg zum Dr. med. promoviert. Unter Nicolaus Friedreich wurde er in Innerer Medizin ausgebildet. Diesem Mutterfach der HNO-Heilkunde blieb Thost auch in späteren Jahren verbunden. HNO-Arzt wurde er in Straßburg und bei Leopold Schrötter von Kristelli in Wien. Nach einer Weltreise 1884 ließ er sich in Hamburg nieder. 1899 bat ihn der Hamburger Senat, sich konsiliarisch um die Patienten des neuen Allgemeinen Krankenhauses in Eppendorf zu kümmern. 1919 wurde er a.o. Professor, später Lehrstuhlinhaber und Direktor der HNO-Klinik. Fachlich war Thost weit über Deutschland hinaus anerkannt. Er genoss aufgrund seiner Standespolitik (poliklinische Patientenversorgung, Lösung der Krankenkassenfrage) auch in der Hamburger Ärzteschaft hohes Ansehen. Die Anerkennung der Fachkollegen fand ihren Ausdruck in der Verleihung der Ehrenmitgliedschaft vieler laryngologischer Gesellschaften, schließlich auch der Gesellschaft Deutscher Hals-Nasen-Ohren-Ärzte.
Arthur Thost war seit 1877 Mitglied des Corps Rhenania Würzburg. Seit 1886 war er Mitglied des Academischen Clubs zu Hamburg, dem er von 1906 bis 1936 als Dominus praeses (seit 1926 als Ehrenmitglied) vorstand.
Er wurde in der Familiengrabstätte auf dem Friedhof Ohlsdorf beigesetzt. Sie liegt im Planquadrat Q 26 nördlich vom Garten der Frauen.

## Werke
- Die Verengerungen der oberen Luftwege nach dem Luftröhrenschnitt und deren Behandlung. Mit einem Vorwort von Professor Dr. Kümmell, Hamburg-Eppendorf. J. F. Bergmann, Wiesbaden 1911
- Der normale und kranke Kehlkopf des Lebenden im Röntgenbild. Fortschritte auf dem Gebiete der Röntgenstrahlen, Ergänzungsband 31; Hamburg 1913
- Verletzungen des Ohres durch Luftdruckschwankungen. Handbuch der Neurologie des Ohres, Bd. 2, 2; Berlin und Wien 1928
- Blutungen aus den Luftwegen. Handbuch der Hals-Nasen-Ohren-Heilkunde, Bd. 4; Berlin 1928
- Die Geschwülste des Kehlkopfes. Handbuch der Hals-Nasen-Ohren-Heilkunde, Bd. 5; Berlin 1929